# Ледьярд (Коннектикут)
Ледьярд (англ. Ledyard) — місто (англ. town) в США, в окрузі Нью-Лондон штату Коннектикут. Населення — 15 413 особи (2020).

## Демографія
Згідно з переписом 2010 року, у місті мешкала 15 051 особа в 5634 домогосподарствах у складі 4211 родини. Було 5987 помешкань
Расовий склад населення:
| - 85,4 % — білих - 3,5 % — азіатів - 3,3 % — чорних або афроамериканців - 2,5 % — корінних американців - 0,1 % — вихідців з тихоокеанських островів - 1,3 % — осіб інших рас |

До двох чи більше рас належало 4,0 %. Частка іспаномовних становила 5,5 % від усіх жителів.
За віковим діапазоном населення розподілялося таким чином: 24,4 % — особи молодші 18 років, 62,8 % — особи у віці 18—64 років, 12,8 % — особи у віці 65 років та старші. Медіана віку мешканця становила 40,6 року. На 100 осіб жіночої статі у місті припадало 99,4 чоловіків;  на 100 жінок у віці від 18 років та старших — 96,6 чоловіків також старших 18 років.
Середній дохід на одне домашнє господарство  становив 110 961 долар США (медіана — 88 163), а середній дохід на одну сім'ю — 122 211 долар (медіана — 105 123). Медіана доходів становила 72 600 доларів для чоловіків та 48 794 долари для жінок. За межею бідності перебувало 4,9 % осіб, у тому числі 8,7 % дітей у віці до 18 років та 2,3 % осіб у віці 65 років та старших.
Цивільне працевлаштоване населення становило 7729 осіб. Основні галузі зайнятості: освіта, охорона здоров'я та соціальна допомога — 25,3 %, виробництво — 18,5 %, мистецтво, розваги та відпочинок — 16,3 %.